# Ministerium für Ländereien und Umsiedlung

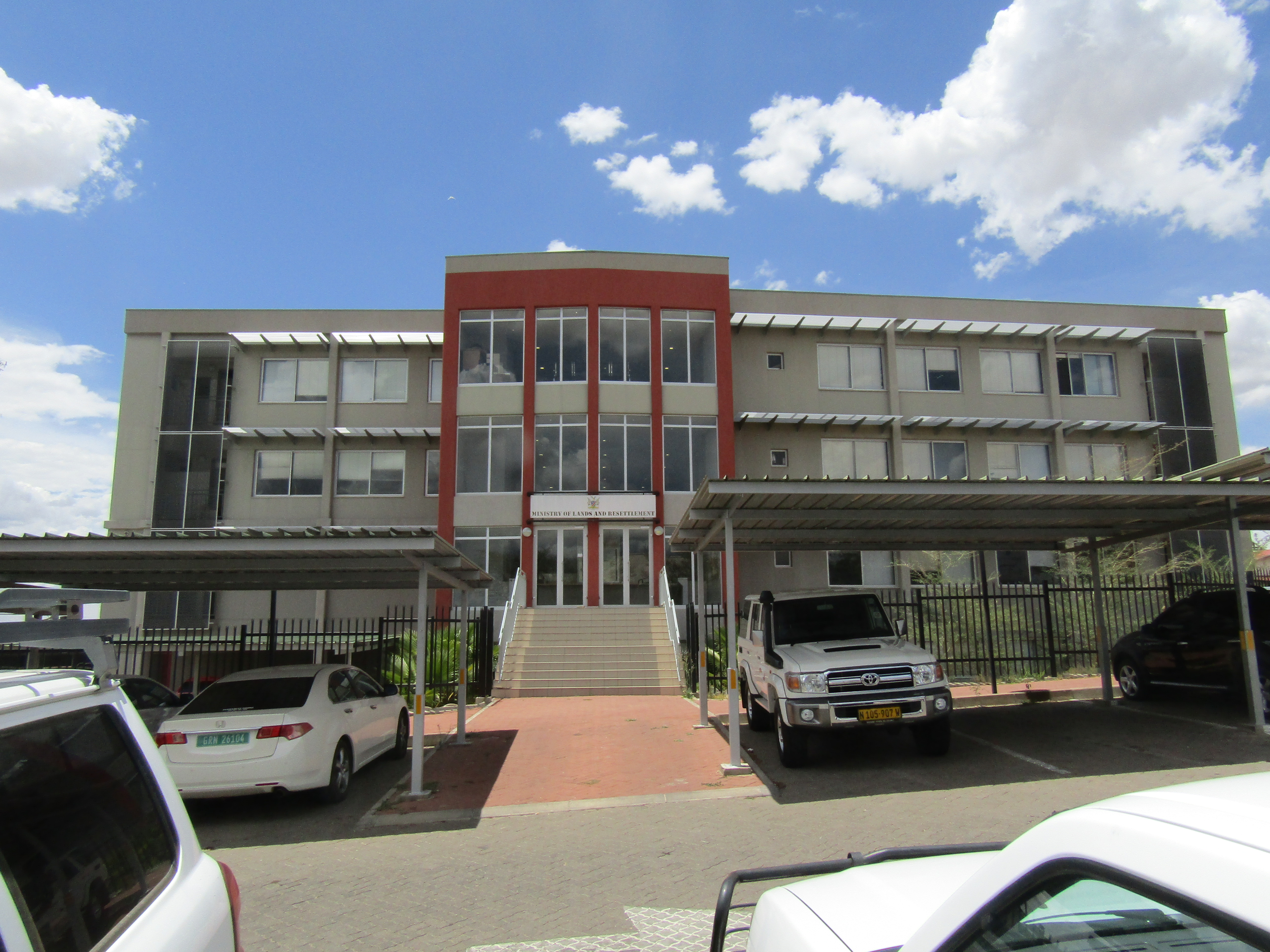
Dienstgebäude des Ministeriums für Landreform an der Robert Mugabe Ave. 55 in Windhoek

Das Ministerium für Landreform (MLR; englisch Ministry of Land Reform) war das für Landfragen und Umsiedlung sowie für Vermessung und Landregistrierung zuständige Ministerium in Namibia. Dem Ministerium stand seit 2015 der Minister Utoni Nujoma vor. Seit dem 15. Dezember 2016 war Priscilla Boois Vizeministerin. Es ging 2020 im Landwirtschaftsministerium auf.
Das Ministerium hieß bis 2005 Ministerium für Ländereien, Umsiedlung und Rehabilitation (englisch Ministry of Lands, Resettlement and Rehabilitation) bzw. bis 2015 Ministerium für Ländereien und Umsiedlung (englisch Ministry of Lands and Resettlement).
Das Ministerium ist in zwei Abteilungen gegliedert, in das Department for Land Reform, Resettlement and Regional Programme Implementation sowie das Department for Land Management. Die politisch wesentlichste Aufgabe des Ministeriums ist die Landreform in Namibia gemäß dem Agricultural (Commercial) Land Reform Act, 1995 (Act No. 6 of 1995), das heißt die Ansiedlung von Namibiern aus vormals benachteiligen Bevölkerungsgruppen auf im Wege eines gesetzlichen Vorkaufsrechts in der Regel freihändig angekauften kommerziellen Farmen, sowie, auf der Basis des Communal Land Reform Act, 2002 (Act No. 5 of 2002), die Registrierung von Landnutzungsrechten in den Gebieten mit traditionellen Communal Land Rights, die sich überwiegend, aber nicht ausschließlich, im Norden des Landes, nördlich der so genannten Roten Linie (Veterinär- und Siedlungsgrenze bzw. Police Line) befinden.
Im Zuge dieser Aufgaben werden auch Fortbildungen für angesiedelte Farmer durchgeführt und eine Verbesserung der Agrar-Infrastruktur (Zäune, Wasserstellen, Viehgehege) in den Kommunalgebieten vorgenommen (Programme for Communal Land Development (PCLD)).
Das Ministerium ist auch für die Umsetzung des Flexible Land Tenure Acts, 2012 (Act No. 4 of 2012) zuständig, auf dessen Basis, unabhängig vom Grundbuch, ein Instrument für eine kostengünstige Registrierung von Nutzungsrechten in den informellen urbanen Siedlungen ermöglicht wird, und führt eine Raumplanung auf regionaler Ebene durch (Integrated Regional Land Use Plan – IRLUP).
Das Department for Land Management umfasst die zentrale Grundbuchverwaltung des Landes (Directorate of Deeds Registry), das nationale Kataster- und Landesvermessungsamt (Directorate of Surveying and Mapping) sowie eine Bewertungsabteilung (Directorate of Valuation and Estate Management), die im Wesentlichen für die steuerliche Bewertung kommerziellen Farmlands sowie für Bewertungen im Zusammenhang mit Ankäufen nach dem Agricultural (Commercial) Land Reform Act zuständig ist.